# Marilyn Wilson
Marilyn Wilson   (Richmond, 14 de juliol de 1943), coneguda de casada com a Marilyn Young, és una nedadora australiana, especialista en esquena, ja retirada, que va competir durant les dècades de 1950 i 1960.
El 1960 va prendre part en els Jocs Olímpics d'Estiu de Roma, on disputà dues proves del programa de natació. Guanyà la medalla de plata en els 4x100 metres estils, formant equip amb Rosemary Lassig, Jan Andrew i Dawn Fraser, mentre en els 100 metres esquena quedà eliminada en sèries.